# 51-я гвардейская общевойсковая армия
51-я гвардейская общевойсковая Донецкая армия — оперативное объединение Сухопутных войск Российской Федерации. Создана путём преобразования 1-го Донецкого армейского корпуса.
Подразделения армии дислоцированы на территории Донецкой области Украины, аннексированной Россией в 2022 году как Донецкая Народная Республика.

## История
Корпус создан 12 ноября 2014 года и включил в себя доселе разрозненные вооружённые формирования подконтрольной России Донецкой Народной Республики. В его состав вошли 5-я отдельная мотострелковая бригада, 100-я отдельная бригада Республиканской гвардии, Артиллерийская бригада особого назначения, 3-й отдельный батальон специального назначения и другие подразделения. Подчинялся Управлению Народной милиции Донецкой Народной Республики (УНМ ДНР), выполнявшему функции министерства обороны
По данным министерства обороны Украины 1-й армейский корпус ДНР имел на конец 2019 года в своём распоряжении 20 840 военнослужащих и 1020 человек гражданского состава. Танков — 285, боевых бронированных машин — 557, пушек и гаубиц — 240, миномётов — 171, реактивных систем залпового огня — 122 единицы. 1-й армейский корпус ДНР, по информации МО Украины, подчинялся российской 8-й общевойсковой армии со штабом в Ростове-на-Дону при формальном подчинении Управлению Народной милиции ДНР.
31 декабря 2022 1-й армейский корпус официально включён в состав Вооружённых сил Российской Федерации под наименованием 1-й Донецкий армейский корпус.
В 2024 году 1-й армейский корпус преобразован в 51-ю общевойсковую армию.
18 сентября 2024 года Указом президента Российской Федерации армии присвоено почётное наименование «гвардейская» за массовый героизм и отвагу, стойкость и мужество проявленные личным составом армии в боевых действиях по защите Отечества и государственных интересов в условиях вооружённых конфликтов.

## Состав

### Апрель 2023
- 1-я отдельная гвардейская мотострелковая Славянская ордена Республики бригада
- 5-я отдельная мотострелковая бригада имени А. В. Захарченко
- 9-я отдельная гвардейская мотострелковая  Мариупольско-Хинганская ордена Республики бригада
- 110-я отдельная гвардейская мотострелковая ордена Республики бригада
- 114-я отдельная гвардейская мотострелковая Енакиевско-Дунайская бригада
- 132-я отдельная гвардейская мотострелковая Горловская ордена Республики бригада
- 14-я гвардейская артиллерийская бригада «Кальмиус»
- 87-й отдельный стрелковый полк
- 91-й отдельный стрелковый полк
- 10-й отдельный гвардейский танковый батальон
- 80-й отдельный гвардейский разведывательный батальон «Спарта» имени А. С. Павлова
- Отдельный гвардейский штурмовой батальон «Сомали» имени М. С. Толстых
- 56-й отдельный батальон специального назначения
- 58-й отдельный гвардейский ордена Республики батальон специального назначения
- 23-й отдельный зенитный ракетный дивизион[10]
- 48-й отдельный инженерно-сапёрный батальон